# Turbonilla abrardi
Turbonilla abrardi is een slakkensoort uit de familie van de Pyramidellidae. De wetenschappelijke naam van de soort is voor het eerst geldig gepubliceerd in 1946 door Fischer-Piette & Nicklès.